# Пауль (осьминог)
Осьмино́г Па́уль (нем. Paul; 26 января 2008, Уэймут, Дорсет, Англия — 26 октября 2010, Оберхаузен, Германия), в Германии также известен как «Осьминог-оракул» (нем. Oktopus-Orakel) — осьминог мужского пола вида осьминог обыкновенный (Octopus vulgaris), получивший известность благодаря предполагаемой способности угадывать исходы матчей с участием футбольной сборной Германии. Обитал в океанариуме «Центр морской жизни» в Оберхаузене (Германия). 20 января 2011 года на территории океанариума открыт памятник — осьминог на футбольном мяче, внутри которого находится прах Пауля.

## Жизнь
Место и дата рождения Пауля точно не известны. По официальной биографии, он родился в январе 2008 года в Центре морской жизни в Уэймуте, Англия. Имя Пауль пришло из стихотворения для детей Der Tintenfisch Paul Oktopus немецкого писателя Боя Лорнсена.
По версии, впервые появившейся в воскресном номере «жёлтой» газеты Bild, осьминог был пойман охотником за осьминогами Ференой Барч (нем. Verena Bartsch) в апреле 2008 года возле острова Эльба в возрасте четырёх месяцев, а уже затем его посадили в аквариум Оберхаузена. Альтернативная версия получила большую популярность в Италии, так как остров Эльба принадлежит ей.
Перед матчем между Германией и Аргентиной в четвертьфинале чемпионата мира по футболу 2010 года защитники прав животных из организации PETA предложили отпустить Пауля на волю, однако администрация Центра морской жизни заявила, что осьминог не самостоятелен и не сможет добывать себе пищу. Согласно DPA, бизнесмены из испанского Карбальино в складчину предложили 30 000 евро за то, чтобы Пауль стал главной достопримечательностью местного фестиваля осьминогов «Пульпада». Поскольку Испания выступала в качестве основного соперника Германии на чемпионате, глава местного делового клуба Мануэль Пасо дал гарантии, что Пауль будет представлен живым в аквариуме, а не в популярном блюде. Тем не менее Центр морской жизни отклонил предложение.
Когда Германия уступила Испании, немецкая газета Westfälische Rundschau обвинила животное в предательстве национальных интересов. В ответ испанский премьер-министр Хосе Луис Родригес Сапатеро пообещал послать команду телохранителей, чтобы защитить Пауля, в то время как испанский министр по вопросам окружающей среды Елена Эспиноса сказала, что предоставит Паулю защиту от посягательств на его жизнь со стороны немецких болельщиков.

## Прогнозы
Для получения предсказания в большой аквариум, где жил осьминог, опускали две кормушки кубической формы из прозрачного пластика, размером 30х30х30 см: с флагом Германии и её соперника в предстоящем матче. Считалось, что победит тот, кормушка с чьим флагом будет вскрыта Паулем первой.
Таким образом, Пауль предсказал результат 4 из 6 матчей сборной Германии на Евро-2008, за исключением матча групповой стадии против Хорватии и финальной игры с испанцами (Пауль все 6 раз выбирал победителем Германию). На чемпионате мира по футболу 2010 в ЮАР Паулю удалось верно предсказать все результаты матчей, включая поражения немцев от команд Сербии и Испании, а также победы над Англией и Аргентиной.
Примечательно, что Паулю предлагали выбирать только из двух победителей, тогда как на групповой стадии чемпионатов мира и Европы возможны и ничьи. Сборная Германии ни разу не играла вничью за 6 матчей на групповых этапах чемпионата Европы 2008 года и чемпионата мира 2010 года.

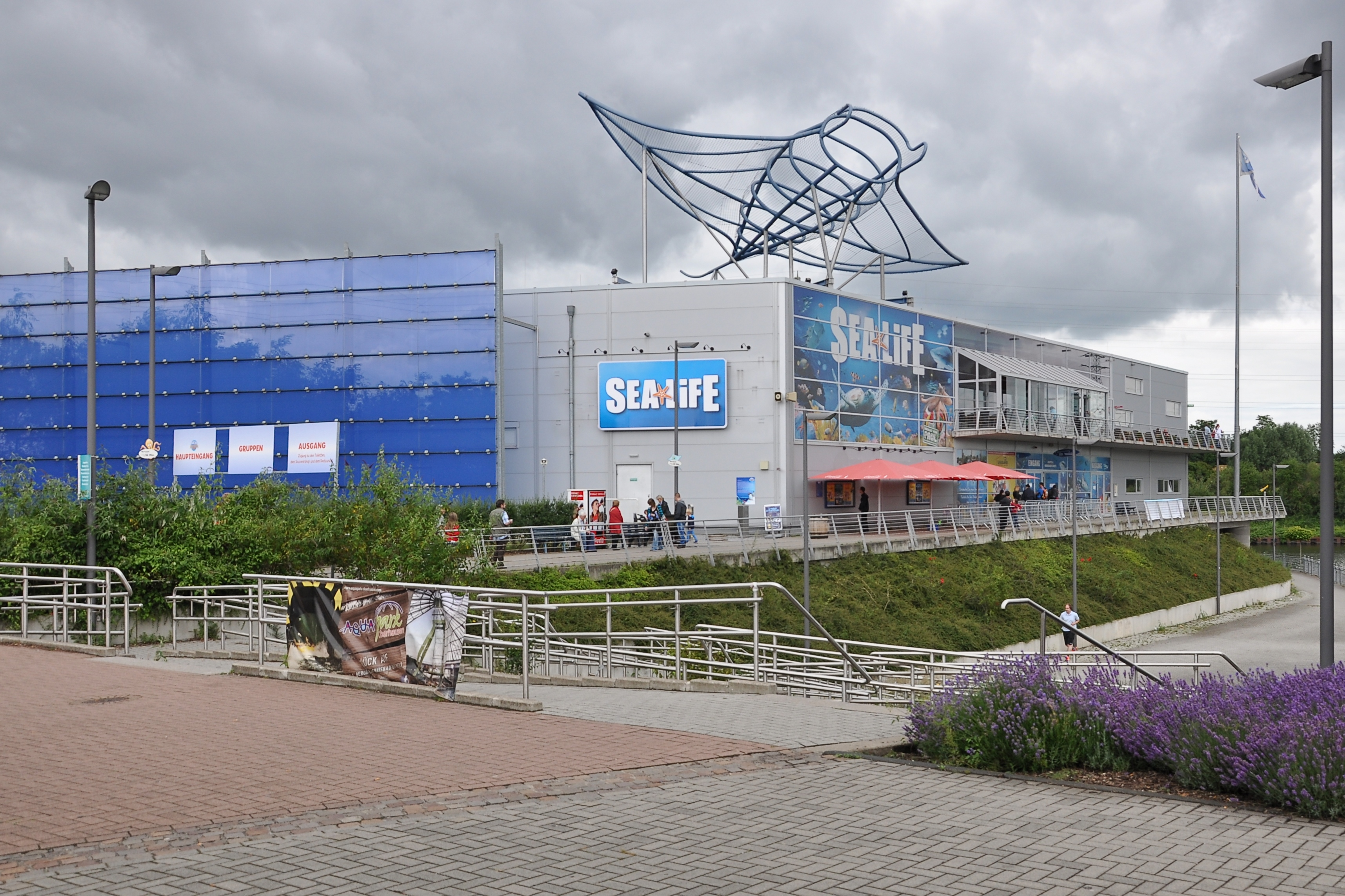
Центр морской жизни в Оберхаузене.

Пауль предсказал победу Испании в финале чемпионата мира 2010 года над сборной Нидерландов (это был первый и единственный прогноз Пауля на матч без участия команды Германии). По прогнозу Пауля, в матче за бронзовые медали на ЧМ-2010 сборная Германии должна была победить сборную Уругвая. Оба предсказания сбылись, за что Паулю была подарена копия Кубка мира по футболу. По окончании турнира руководство зоопарка объявило, что Пауль более не будет давать прогнозов на результаты матчей.
Вместе с тем, по данным издания «Газета» учёные осьминогом не интересовались, поскольку эксперименты с ним нельзя признать научными, и неизвестно, выбирал осьминог кормушку случайным образом либо при подсказке дрессировщиков, которые могут, например, подкладывать в один из ящиков более вкусную пищу, опускать одну кормушку чуть раньше, опускать ее в зоне лучшей обзорности для осьминога или же с привычной или более удобной для него стороны.

### Матчи с участием сборной Германии

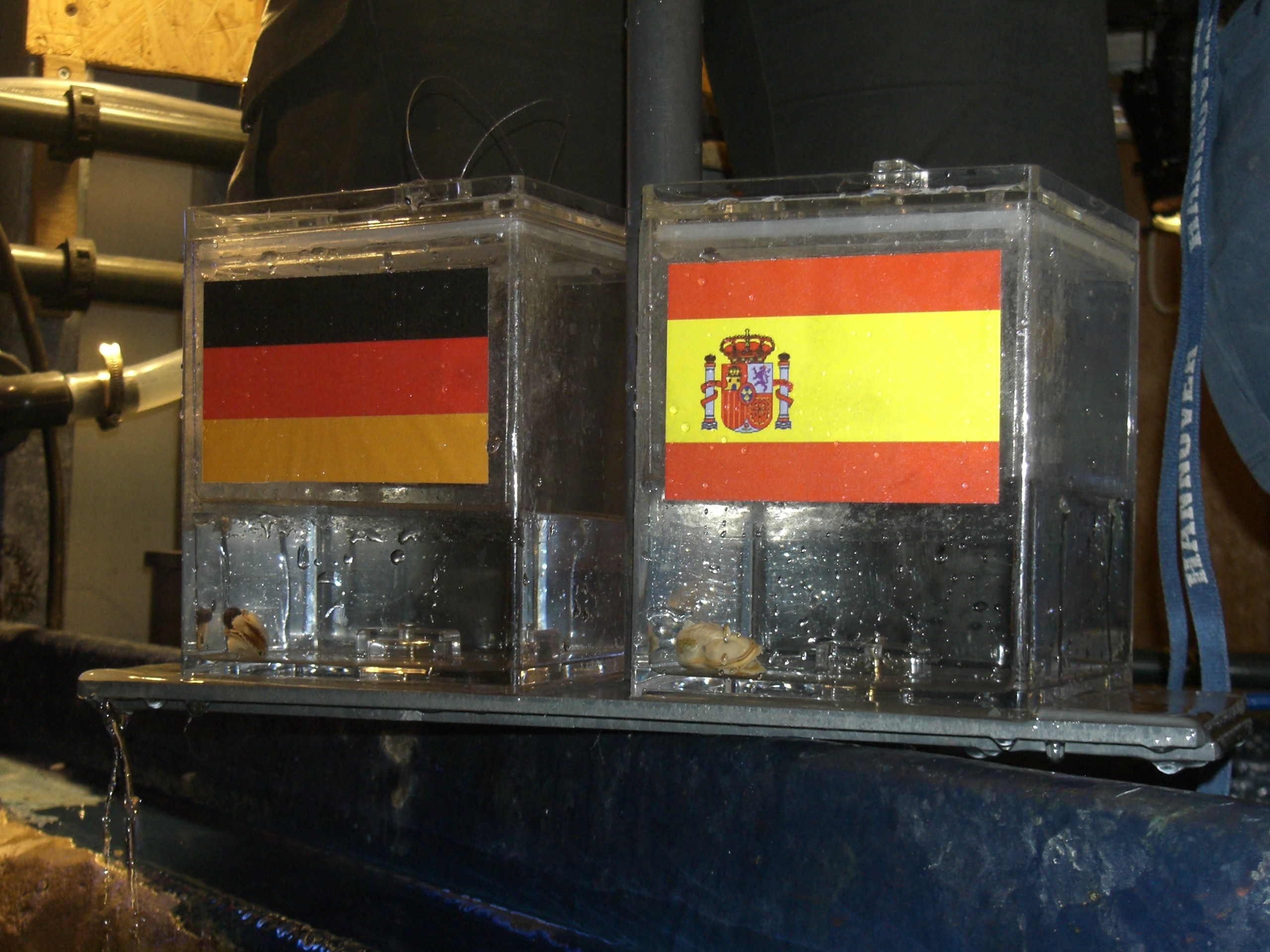
Кормушки с флагами Германии и Испании.

| Соперник   | Турнир    | Этап              | Прогноз Пауля | Итог |         |
| ---------- | --------- | ----------------- | ------------- | ---- | ------- |
| Польша     | Евро 2008 | Групповая стадия  | Германия      | 2:0  | верно   |
| Хорватия   | Евро 2008 | Групповая стадия  | Германия      | 1:2  | неверно |
| Австрия    | Евро 2008 | Групповая стадия  | Германия      | 1:0  | верно   |
| Португалия | Евро 2008 | 1/4 финала        | Германия      | 3:2  | верно   |
| Турция     | Евро 2008 | Полуфинал         | Германия      | 3:2  | верно   |
| Испания    | Евро 2008 | Финал             | Германия      | 0:1  | неверно |
| Австралия  | ЧМ 2010   | Групповая стадия  | Германия      | 4:0  | верно   |
| Сербия     | ЧМ 2010   | Групповая стадия  | Сербия        | 0:1  | верно   |
| Гана       | ЧМ 2010   | Групповая стадия  | Германия      | 1:0  | верно   |
| Англия     | ЧМ 2010   | 1/8 финала        | Германия      | 4:1  | верно   |
| Аргентина  | ЧМ 2010   | 1/4 финала        | Германия      | 4:0  | верно   |
| Испания    | ЧМ 2010   | Полуфинал         | Испания       | 0:1  | верно   |
| Уругвай    | ЧМ 2010   | Матч за 3-е место | Германия      | 3:2  | верно   |

### Другие матчи
| Матч                 | Турнир  | Этап  | Прогноз Пауля | Итог         |       |
| -------------------- | ------- | ----- | ------------- | ------------ | ----- |
| Нидерланды — Испания | ЧМ 2010 | Финал | Испания       | 0:1 (0:0) ДВ | верно |

## Осьминог Пауль, теория вероятностей и версии
Одна из теорий, объясняющая парадокс осьминога Пауля, предполагает обычное везение. По утверждению Дэвида Шпигельхальтера (англ. David Spiegelhalter), профессора лаборатории статистики Кембриджского университета, серия удачных предсказаний, сделанных осьминогом, — чистое везение. Как и при игре в орлянку, выпадение 9 или 10 «орлов» или «решек» подряд само по себе ничем особенным не является, хотя и может быть примечательным событием с точки зрения игрока.
По оценке Betfair (одного из ведущих онлайн-сервисов азартных игр), вероятность правильного угадывания первых 6 результатов на чемпионате мира 2010 года составляла 0,245 % или 1 к 408. Такую степень угадывания всё же едва ли можно объяснить обычным везением.
Правдоподобна версия, объясняющая выбор осьминога простым присутствием большого количества жёлтого цвета во флагах стран, которых он выбирал первыми.
Возможно подыгрывание осьминогу оператором, который опускал кормушки. Он, например, мог опускать кормушку с флагом Германии чуть раньше или чуть ближе к осьминогу. Осьминог замечал её первой и стремился к ней.
Наиболее правдоподобна версия, что, вскрыв первый раз случайным выбором кормушку с флагом Германии, осьминог запомнил свой выбор и всегда потом придерживался его, кроме случаев, когда флага Германии в его выборе не было. Тогда он вскрывал первой кормушку с флагом, наиболее похожим на немецкий.

## Смерть
Осьминог Пауль умер утром 26 октября 2010 года в аквариуме «Центра морской жизни» Оберхаузена. По словам пресс-секретаря океанариума Тани Мунциг, Пауля обнаружили мёртвым утром 26 октября. Такой поворот событий был предсказуем, так как в последние дни он мало ел и был не так активен, как обычно. По заявлению генерального менеджера океанариума Штефана Порволля, осьминог умер ночью естественной смертью. По сообщению издания Bild, 26 октября в оберхаузенском океанариуме были приспущены флаги, сотрудники надели чёрные ленты, была выставлена книга соболезнований. В «Центре морской жизни» ему установлен памятник.

## После смерти
3 ноября 2010 года в океанариуме Оберхаузена был представлен осьминог, названный преемником Пауля. При этом нового осьминога, родившегося во французском Монпелье, также зовут Пауль. Двоюродный брат Пауля осьминог Паулу, 27 марта 2012 года поселившийся в океанариуме Порту, во время Евро-2012 также давал футбольные прогнозы на матчи сборной Португалии.
В преддверии испанского Эль-Класико «Барселона» — «Реал Мадрид», прошедшего 29 ноября 2010 года, ведущие передачи Buenafuente на федеральном испанском канале La Sexta попытались вызвать дух Пауля, опустив в аквариум с фотографиями главных тренеров клубов консервную банку Pulpo Paul. Прогноз сбылся, так как предмет опустился на половине с изображением Пепа Гвардиолы, чья «Барселона» разгромила «Реал», ведомый Жозе Моуринью, со счётом 5:0.
По итогам 2010 года Паулю была вручена британская премия DAFTAS Awards, в категории «Самая необычная история, связанная с животным».
Других животных — спортивных предсказателей сравнивают с Паулем.